# Теребуня
Теребуня — деревня в Хваловском сельском поселении Волховского района Ленинградской области.

## История
На карте Санкт-Петербургской губернии Ф. Ф. Шуберта 1834 года обозначена деревня Теребони и расположенный к югу от неё Стеклянный Завод.

ТЕРЕБУНИ — деревня принадлежит Казённому ведомству, число жителей по ревизии: 32 м. п., 35 ж. п.

Близ оной стеклянный завод, принадлежащий С. Петербургскому купцу Эдельвену. (1838 год)

На карте Ф. Ф. Шуберта 1844 года она отмечена, как деревня Теребони.

ТЕРЕБУНЯ — деревня Ведомства государственного имущества, по просёлочной дороге, число дворов — 74, число душ — 135 м. п. (1856 год)

ТЕРЕБУНИ — деревня казённая при реке Сяси, число дворов — 11, число жителей: 69 м. п., 51 ж. п.; Часовня православная. (1862 год)

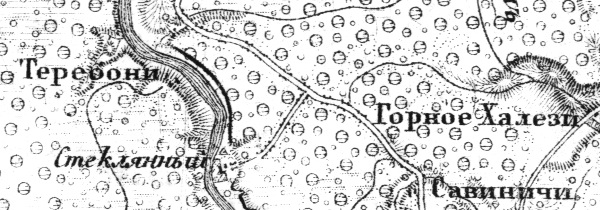
Деревня Теребуня на карте 1872 года

Согласно материалам по статистике народного хозяйства Новоладожского уезда 1891 года имение при селении Теребуни площадью 10 десятин принадлежало мещанину П. Ефимову, имение было приобретено до 1868 года.
Согласно епархиальным сведениям 1899 года деревня относилась к приходу церкви Святой Троицы (ранее Казанская (Николаевская)) Никольско-Сясьского погоста в селе Хвалово.
В конце XIX — начале XX века деревня административно относилась к Хваловской волости 2-го стана Новоладожского уезда Санкт-Петербургской губернии.
По данным «Памятной книжки Санкт-Петербургской губернии» за 1905 год деревня Теребуня входила в Теребунское сельское общество.
Согласно военно-топографической карте Петроградской и Новгородской губерний издания 1915 года деревня называлась Теребони, к югу от неё обозначен стеклянный завод.
С 1917 по 1923 год деревня входила в состав Хваловской волости Новоладожского уезда.
С 1923 года в составе Наволоцкого сельсовета Колчановской волости Волховского уезда.
В 1926 году население деревни составляло 131 человек.
С 1927 года в составе Волховского района.
Согласно карте Ленинградской области Северо-западного аэрогеодезического треста ГГУ издания 1932 года деревня насчитывала 16 крестьянских дворов.
По данным 1933 года деревня Теребуня входила в состав Наволоцкого сельсовета Волховского района.
С 1946 года в составе Новоладожского района.
С 1954 года в составе Хваловского сельсовета.
В 1958 году население деревни составляло 45 человек.
С 1963 года вновь в составе Волховского района.
По данным 1966, 1973 и 1990 годов деревня Теребуня также входила в состав Хваловского сельсовета.
В 1997 году в деревне Теребуня Хваловской волости проживали 8 человек, в 2002 году — 11 человек (русские — 91 %).
В 2007 году в деревне Теребуня Хваловского СП — 6 человек.

## География
Деревня расположена в юго-восточной части района на автодороге 41К-372 (Дудачкино — Сырецкое).
Расстояние до административного центра поселения — 3 км.
Расстояние до ближайшей железнодорожной станции Колчаново — 17 км.
Деревня находится на левом берегу реки Сясь.

## Демография
| 1838 | 1862 | 1997 | 2007 | 2010 | 2017 |
| ---- | ---- | ---- | ---- | ---- | ---- |
| 67   | ↗120 | ↘8   | ↘6   | ↗37  | ↘6   |

### Национальный состав
Согласно данным Всероссийской переписи населения 2021 года в деревне проживали 20 человек, из них:
 русские — 18, белорусы — 1, молдаване — 1 человек.